# John Atcherley Dew
John Atcherley Dew (nascut el 5 de maig de 1948) és un arquebisbe i cardenal catòlic neozelandès. És el sisè arquebisbe de Wellington i el metropolità de Nova Zelanda.

## Biografia
Dew va néixer a Waipawa, fill de George i Joan Dew. Té dues germanes. Assisití a l'Escola Primària St. Joseph a Waipukurau (dirigida per les Germandes de Sant Josep de Natzaret) i a l'institut de Sant Josep, a Masterton, dirigit pels Germans Maristes. Des d'allà anà al postulantat dels Germans Maristes a Tuakau per un breu període. Després d'un any treballant al Banc de Nova Zelanda a Waipukurau, a les Llars d'Infants Anderson a Napier i estudiant horticultura, inicià els seus estudis pel presbiterat al Seminari del Sant Nom de Christchurch, on estudià filosofia; i després teologia al Seminari de la Santa Creu a Mosgiel. Jugà a rugbi amb l'equip del seminari de la Santa Creu, a la posició de prop.

### Carrera presbiteral
Dew va ser ordenat prevere a Waipukurau pel cardenal Reginald Delargey el maig de 1976. Va ser nomenat vicari a la parròquia de Sant Josep d'Upper Hutt (1976-79). Serví a les illes Cook al bisbat de Rarotonga entre 1980 i 1982. Tornà a Wellington, i entre 1983 i 1987 va tenir responsabilitats en el ministeri de joves i la comunitat Māori.

#### Director del Seminari
Dew estava al comitè de direcció del Holy Cross College, Mosgiel,, el seminari nacional neozelandès, entre 1988 i 1991. Va ser director d'un programa especial centrat en el desenvolupament humà i donant una introducció general pels estudiants de primer any en pregària, Escriptura i Església. També dirigí petits grups d'estudiants que es trobaven regularment per la pregària i la discussió. Durant aquest període al seminari aparegué una preocupació major relacionada amb la selecció dels seminaristes. Al seu Informe de Moderadors de Primer Any de 1991, Dew expressà una frustració real sobre que diversos estudiants no eren apropiats. Senyalà que «Aquí al Seminari només podem treballar amb aquells que ens són enviats.» Diversos, suggeria, ens són enviats amb qüestions per resoldre relatives a la identitat, sexualitat i l'alcohol. Aquests estudiants eren una pesada càrrega pel personal i tenien un impacte negatiu sobre els altres estudiants i en les dinàmiques de grup. Dew demanà que, en el futur, els directors diocesans de vocacions posessin una atenció particular en aquestes qüestions avaluant els possibles estudiants: un coneixement bàsic de la fe catòlica, estar familiaritzat amb la meditació, la pregària i l'Escriptura; una comoditat raonable amb l'afectivitat, una independència personal, comoditat social, curiositat intel·lectual, generositat i un desig genuí i una decisió lliure per entrar al seminari.

#### Tasca de parròquia
Dew estudià espiritualitat a l'Institut de Sant Anselm, a Kent (Regne Unit) entre 1991 i 1992. En tornar a Nova Zelanda va ser nomenat rector de la parròquia de Santa Anna a Newtown, Nova Zelanda, càrrec que ocupà entre 1993 i 1995.

### Carrera episcopal
Va ser nomenat bisbe auxiliar de l'arquebisbat de Wellington el 31 de maig de 1995, als 47 anys. La notícia del seu nomenament havia estat anunciada a una gran congregació reunida per la Missa Crismal del 12 d'abril. «La notícia va ser rebuda amb un aplaudiment llarg i entusiasta». Com que la catedral del Sagrat Cor no té espai per a la congregació prevista, va ser consagrat bise al Wellington Town Hall, que es va omplir. Va prendre com a lema Peace through Integrity (Pau per la Integritat). Va ser nomenat Secretari de la Conferència Episcopal Neozelandesa i actuà com a representant d'aquesta al Consell Nacional per a Joves Catòlics.

#### Arquebisbe
Dew va ser nomenat arquebisbe coadjutor de Wellington el 24 de maig de 2004 i succeí Thomas Stafford Williams as com a arquebisbe de Wellinton el 21 de març de 2005. Dew va ser nomenat coadjutor pel Papa Joan Pau II, a qui Dew considerava un amic i al seu discurs Dew sovint es referí a ell. Va celebrar la Missa a la capella privada del Papa i va dinar amb ell. Dew assistí al Sínode de Bisbes sobre "L'Eucaristia: origen i objectiu de la Vida i Missió de l'Església" a l'octubre del 2005. El 2012 el Papa Benet XVI el nomenà perquè servís com a pare sinodal per al Sínode a celebrar a l'octubre de 2012 sobre "La nova evangelització de la transmissió de la fe cristiana" Va ser el "relator" per a un dels grups de parla anglesa a la Tercera Assemblea Extraordinària General del Sínode de Bisbes 2014 sobre els Possibilitats Pastorals de la Família al Context de l'Evangelització. Creu que el Sínode és un intent de posar en acció la Col·legialitat i que va conèixer "una mica millor" el Papa Francesc durant el sínode del 2014. Dew és el President de la Conferència Episcopal Neozelandesa, ordinari militar de Nova Zelanda, Adjunt de la Conferència Episcopal pel Comitè Nacional per a Estàndards Professionals i per Finances i Moredador del Tribunal. El 2015 completà el termini com a President de la Federació de Conferències Episcopals d'Oceania (FCVCO), que comprèn tots els bisbes catòlics a Nova Zelanda, Austràlia, Papua Nova Guineaa, Illes Salomó i de les illes del Pacífic (CEPAC).

### Cardenal
El 14 de febrer de 2015, el Papa Francesc nomenà Dew com a cardenal, amb el títol de cardenal prevere de Sant'Ippolito al consistori. Seguia a un consistori amb tots els cardenals per "mostrar la reforma proposada de la Cúria romana". John L. Allen, Jr., comentant el nomenament, senyalà que Dew és de perfil moderat dins de l'Església Catòlica. El nomenament significa de Nova Zelanda té dos cardenals simultàniament, l'altre és Thomas Williams. Els altres dos cardenals neozelandesos van ser Reginald Delargey i Peter McKeefry.
El 13 d'abril de 2015, Dew va ser nomenat membre de la Congregació per a l'Evangelització dels Pobles i del Consell Pontifici per a la Promoció de la Unitat dels Cristians. Va participar en la 14a Assemblea Ordinària General del Sínode de Bisbes (4-25 d'octubre de 2015) sobre "La vocació i missió de la família a l'Església i al món contemporani."

## Opinions

### Unpaio"kiwi"
Dew ha recordat que l'anunci del seu nomenament com a cardenal va ser en les primeres hores del matí el 5 de gener de 2015 i va ser despertat als textos de felicitacions al seu telèfon mòbil. «Des de llavors no he rebut res més que amor i suport, missatges de felicitació. Cap a les 7 del matí, en la meva primera entrevista de ràdio del dia, vaig dir "jo soc un simple paio Kiwi." Des de llavors les paraules me les han repetit de nou sovint, però [encara] crec que això és cert.»

### Eucaristia
Dew va aconseguir una certa importància en el Sínode dels Bisbes sobre "L'Eucaristia: font i cimal de la vida i la missió de l'Església" al Vaticà a l'octubre de 2005 quan va proposar que els catòlics divorciats tornats a casar han de poder rebre l'Eucaristia. Va dir que els bisbes tenen «el deure pastoral i l'obligació davant Déu de discutir i debatre la qüestió.» Va instar a l'assemblea de reconsiderar la prohibició de l'Església, referint-se a ella com una "font d'escàndol", afegint que «la nostra Església s'enriquiria si fóssim capaços de convidar als catòlics dedicats, actualment exclosos de l'Eucaristia, que tornessin a la taula del Senyor.» Després d'aquest discurs de 2005, Dew va discutir el tema amb el cardenal Jorge Mario Bergoglio, arquebisbe de Buenos Aires (posteriorment el Papa Francesc).

### Acceptació
Dew també va dir que «quin és el moment de jutjar les persones i els condemna, però perquè quedi clar el que diu l'Església, però de tal manera que sou acollits i acceptats». «Quan els ensenyaments de l'Església s'expliquen en tal forma en què es diu que les persones que són intrínsecament desordenats o que estan vivint una mala vida, les persones senten que no poden assolir el llistó en lloc de ser una mica d'ajuda, suport i alè.»

### Cúria
En relació amb la reforma de la Cúria, Dew ha dit que «li agradaria veure... les comunitats locals i els bisbes diocesans que fossin capaços de dialogar amb els bisbes de la cúria d'una manera que reflecteixi realment la col·legialitat» i que la «Cúria ha d'estar al servei de l'Església i la seva gent».

### El canvi climàtic i el tràfic de persones
Poc abans del consistori del febrer de 2015, Dew va dir que hi havia dos qüestions clau que, amb el llavors designat cardenal Mafi de Tonga, l'altra nou nomenament d'Oceania, volia representar de Nova Zelanda i Oceania. Un d'ells era l'efecte del canvi climàtic al Pacífic Sud i l'altre era el problema del tràfic de persones en aquesta part del món.